# MSA (firma)
MSA, a.s. je strojírenský podnik se sídlem v Dolním Benešově, který se zabývá především výrobou průmyslových armatur pro potřeby dopravy a zpracování ropy a zemního plynu, energetiky, teplárenství a vodárenství. Od roku 2006 do roku 2024 byl součástí ruské skupiny Chelpipe Group. V roce 2019 společnost zaměstnávala zhruba 430 lidí.
Dne 21. července 2023 na sebe společnost podala insolvenční návrh, od 8. srpna 2023 je v úpadku. V době podání insolvenčního návrhu měla nesplacené závazky ve výši 824 milionů korun.
Usnesením Krajského soudu v Ostravě ze 17.dubna 2024, které nabylo právní moci 3. května 2024, bylo rozhodnuto o schválení reorganizačního plánu dlužníka.

## Historie
MSA založil v Dolním Benešově místní podnikatel Jan Holuscha v roce 1890 jako továrnu na zpracování dřeva, strojírenský podnik se z ní stal v roce 1910, kdy přibyla slévárna a kovárna. Do oblasti armatur firma zasáhla poprvé v roce 1920, kdy byl výrobní program rozšířen o výrobu parních čerpadel pro doly. V roce 1923 pak v továrně zahájili produkci kotlů, etážových kamen a radiátorů. V roce 1947 byla firma znárodněna a dále fungovala pod názvem Moravskoslezská armaturka, národní podnik. V roce 1948 byla do Dolního Benešova přemístěna výroba průmyslových armatur ze zanikající ostravské firmy Dango-Dienenthal (založena 1886). Významně se výroba rozšířila v roce 1975, kdy přibyla produkce armatur pro jadernou energetiku. Od roku 1979 byl podnik součástí koncernu Sigma se sídlem v Olomouci.
K opětovnému osamostatnění podniku došlo 1. dubna 1990, kdy Federální ministerstvo hutnictví, strojírenství a elektrotechniky zřídilo společnost SIGMA Dolní Benešov, státní podnik. K 1. květnu 1992 pak téměř veškeré jmění tohoto státního podniku přešlo v rámci provatizačního projektu na Fondem národního majetku České republiky, a ten k témuž dni založil akciová společnost Sigma Dolní Benešov a.s., která 5. ledna 1993 změnila název na současný MSA, a.s.. Původní státní podnik zanikl bez likvidace k 1. říjnu 1992. 27. července 1993 se akcie společnosti začaly obchodovat na pražské burze.
Od 24. listopadu 2005 měla firma jediného akcionáře, pražskou společnost San Consulting, a.s., jejíž jmění přešlo 16. ledna 2006 na společnost MSA Holding,a.s. a ta se tak stala jediným akcionářem společnosti. 6. listopadu 2006 se vlastníkem MSA Holding,a.s. (a potažmo tedy i dolnobenešovské továrny) stala pražská firma ASM Holding a.s. vlastněná společností BMT Holdings B.V. registrovanou v Nizozemsku, která patříla do ruské skupiny ČTPZ. 8. srpna 2007 pak došlo ke sloučení společností ASM Holding, MSA Holding a MSA s převodem jmění na nástupnickou společnost MSA, a.s. se sídlem v Dolním Benešově. Jediným vlastníkem společnosti tak byla od roku 2007 firma BMT Holdings B.V. Od 4. listopadu 2010 byla již jako 100% akcionář uvedena společnost Joint Stock Company Chelyabinsk Tube-Rolling Plant (tj. Čeljabinskij truboprokatnyj zavod) se sídlem v Čeljabinsku, která je od roku 2008 vlastníkem 99,9 % akcií firmy Rimera, zabývající se produkcí zařízení pro těžaře ropy. MSA pak byla uváděna jako součást skupiny Chelpipe Group.
V březnu 2021 86,5 % akcií konkurenční ocelářské společnosti ChelPipe Group koupila skupina TMK.  Jejím hlavním vlastníkem byla rodina Pumpjanských v čele s magnátem Dmitrijem Pumpjanským. V březnu 2021 se majetek Dmitrije Pumpjanského odhadoval na 2,6 miliardy dolarů , v červnu 2024 -  3,3 miliardy dolarů. 
V březnu 2022 Spojené království a EU uvalily na Dmitrije Pumpjanského sankce. 
Vzhledem k tomu, že konečným příjemcem v MSA byl sankcionovaný Dmitrij Pumpjanskij, byla firma kontrolována Finančním analytickým úřadem České republiky kvůli podezření z obcházení sankcí. Energetický gigant ČEZ přerušil spolupráci s MSA, dokud byl skutečným vlastníkem firmy Dmitrij Pumpjanskij. 
V roce 2022 skončil Dmitrij Pumpjanskij jako beneficient TMK a odstoupil z funkce člena představenstva. 
Ruský vlastník se snažil MSA po uvalení sankcí prodat, ale Finanční analytický úřad (FAÚ) v květnu 2023 neudělil potřebnou výjimku z protiruských sankcí.
Od května 2024 je vlastníkem MSA česká společnost RKL HOLDING a.s.
V červnu 2024 Dmitrij Pumpjanskij úspěšně napadl u Evropského soudního dvora sankce, které na něj EU uvalila a které omezily činnost společnosti MSA. 
V srpnu 2024 vyšlo najevo, že policie České republiky podezřívá Dmitrije Pumpjanského z pokusu získat peníze ze společnosti MSA. Pumpjanskij podle policistů z Národní centrály proti organizovanému zločinu založil po celém světě rozsáhlou síť firem, přes něž se snaží získat zpět majetek zmrazený po uvalení sankcí v březnu 2022.

## Produkce společnosti
Společnosti se zabývá výrobou armatur, mezi něž patří kulové kohouty, šoupátka, klapky a ventily, dále pak speciální armatury pro jadernou energetiku (jde zejména o dodávky pro technologie VVER, které MSA realizuje od roku 1976 ve spolupráci s agenturou Rosatom). Mezi další odvětví, která odebírají výrobky firmy patří přeprava a zpracování ropy a plynu, vodárenství, výroba elektrické energie a tepla.
90 % produkce společnosti jde na export, tradičně silná je pozice firmy v Rusku, kde dále posílila začleněním do skupiny Chelpipe Group. Podle informací z roku 2014 společnost vyvážela asi 35 % produkce do Ruska, mezi další významná teritoria patřila Jižní Korea, Turecko, Čína, Německo a zemé Blízkého východu, za posledních 10 tak firma našla odbytiště v celkem 75 zemích světa. V roce 2015 společnost získala zakázku v hodnotě 100 mil. Kč na dodávku kulových kohoutů pro společnost Saudi Aramco, což je největší ropná společnost na světě.